# Rock de la playa
Rock de la playa es el álbum debut de la banda argentina Super Ratones. Fue publicado en 1990 y le permitió al grupo conseguir sus primeros éxitos, como “¿Puede tu mono bailar a-go-go?” o “Toda la noche así” y las versiones de “Barbara Anne” y “Papa om-mow mow”.
En este disco, la banda marplatense manifiesta claramente su admiración por los Beach Boys, algo que cobra aún más relevancia si consideramos que provienen de una ciudad con playas.
"Rock de la playa" fue editado originalmente en vinilo. Su lanzamiento en CD se produjo en 1994.

## Historia
Después de recorrer incansablemente bares, pubs y todo tipo de escenarios en Mar del Plata y toda la Costa Atlántica argentina, Super Ratones finalmente consigue un contrato discográfico con la compañía independiente Barca Discos.
Este álbum debut fue grabado en los estudios Loubet de la ciudad de Buenos Aires, con "Fat" Esteban como técnico de grabación, la producción de Elio Barbeito y la mezcla de Esteban y Barbeito. 
"Después de estar tocando por Mar del Plata, sus alrededores y de hacer nuestras primeras incursiones en Capital, logramos negociar con una discográfica independiente la salida de nuestro primer disco. La grabación la pagamos íntegramente nosotros (siempre fuimos grandes comerciantes) y se realizó en los Estudios Loubet de Capital durante unas 100 horas. La primera desilusión fue que no nos dejaban usar nuestros amplificadores porque 'hacían ruido'. Grabamos las pistas instrumentales y luego, de manera mucho mas grata grabamos las voces y los coros que se convirtieron en el sello del grupo por aquel entonces", comenta el bajista y cantante Fernando Blanco.
El repertorio era, en su mayoría, canciones compuestas por la dupla Fernando Blanco y José Luis Properzi, más una de Mario Barassi y varias versiones de clásicos del rock traducidos al español.
"La selección de temas fue fácil porque eran canciones que veníamos tocando hace algunos años, así que sabíamos cómo reaccionaba la gente. Por ese entonces, además de los Beatles, habíamos descubierto a los Beach Boys y estábamos entusiasmados con como nos salían algunos temas en ese estilo. Como anécdota ilustrativa recuerdo que Mario y Oscar debieron volverse a Mar del Plata porque no nos alcanzaba la plata para comer. Person (Properzi) y yo nos quedamos mezclando con estricta dieta de fideos y caridades ajenas", agregó Blanco.
La banda sorprendió tanto por su propuesta musical como por su estética. Con fuertes influencias de los Beach Boys y pioneros del rock and roll como Elvis Presley, Wilson Pickett y los Beatles. Desde la imagen, en la portada del disco aparecen los cuatro músicos vestidos con remeras con rayas horizontales blancas y negras, exactamente iguales.

## Lista de canciones
| N.º | Título                                                  | Autores y compositores                        |
| --- | ------------------------------------------------------- | --------------------------------------------- |
| A1. | Comenzá A Correr                                        | Blanco / Properzi                             |
| A2. | Toda La Noche Así                                       | Blanco / Properzi                             |
| A3  | Papa Om-Mow Mow                                         | A. Frazior / C. White / T. Wilson / J. Harris |
| A4  | Hasta Dar Con Vos                                       | Blanco / Properzi                             |
| A5  | No Dejes Escapar El Sol                                 | Blanco / Properzi                             |
| A6  | Aprender A Amar                                         | Blanco / Properzi                             |
| A7  | La Tierra De Las Mil Danzas (Land Of A Thousand Dances) | C. Kenner / A. Domino                         |
| B1  | Barbara Anne                                            | Fred Fassert                                  |
| B2  | Ya Me Cansé                                             | M.A. Barassi                                  |
| B3  | ¿Puede Tu Mono Bailar A-Go-Go?                          | Blanco / Properzi                             |
| B4  | Empecemos De Una Vez                                    | Blanco / Properzi                             |
| B5. | Bananas Y Algo Más                                      | Blanco / Properzi                             |
| B6  | Voy A Salir                                             | Blanco / Properzi                             |
| B7  | Acompáñame (Come Go with Me)                            | C.E. Quick                                    |

## Músicos
- Fernando Blanco: bajo, voz
- Mario Barassi: guitarra rítmica, voz
- José Luis Properzi: batería, voz
- Oscar Granieri: guitarra líder, voz